# 三嶋神社 (西条市)

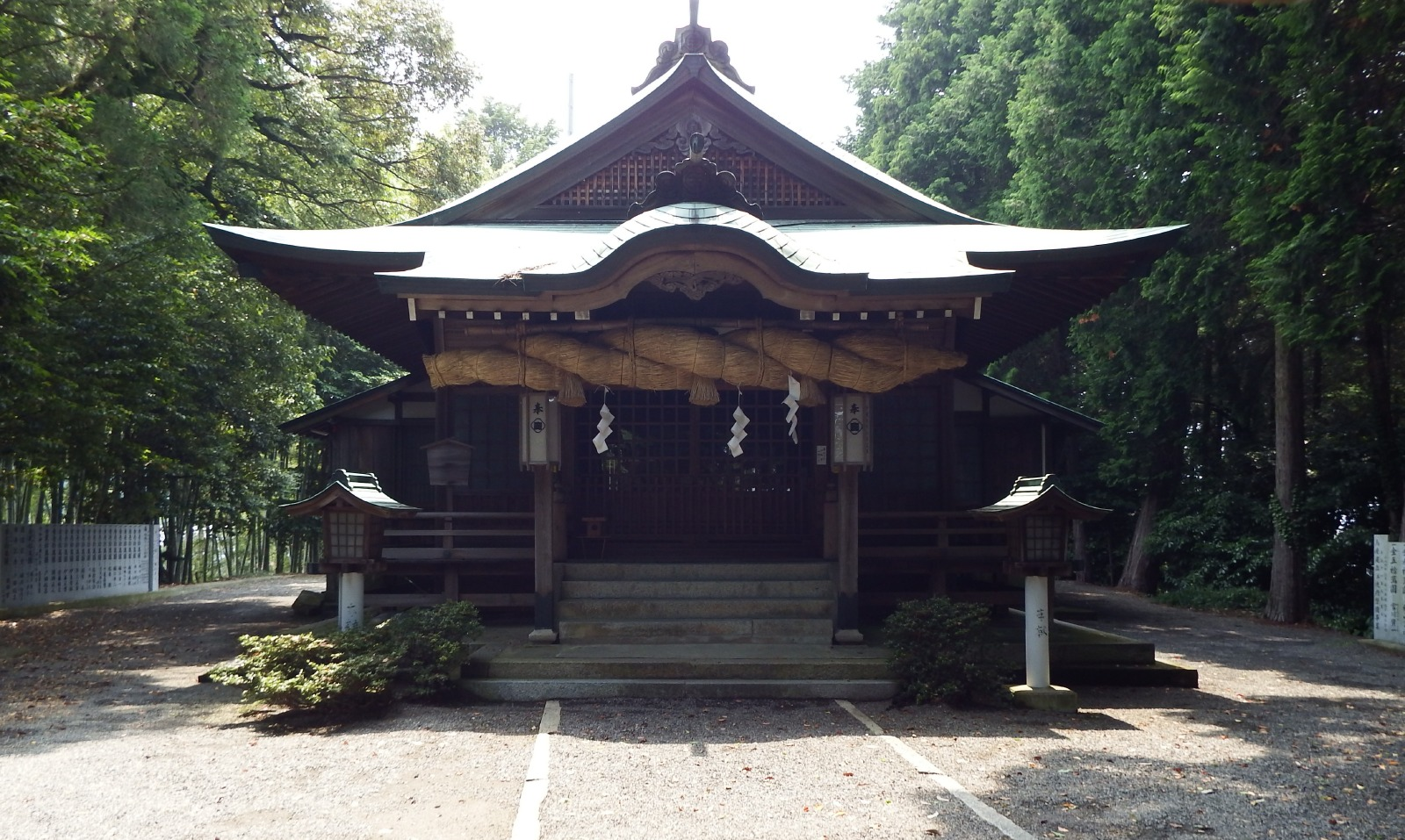
拝殿

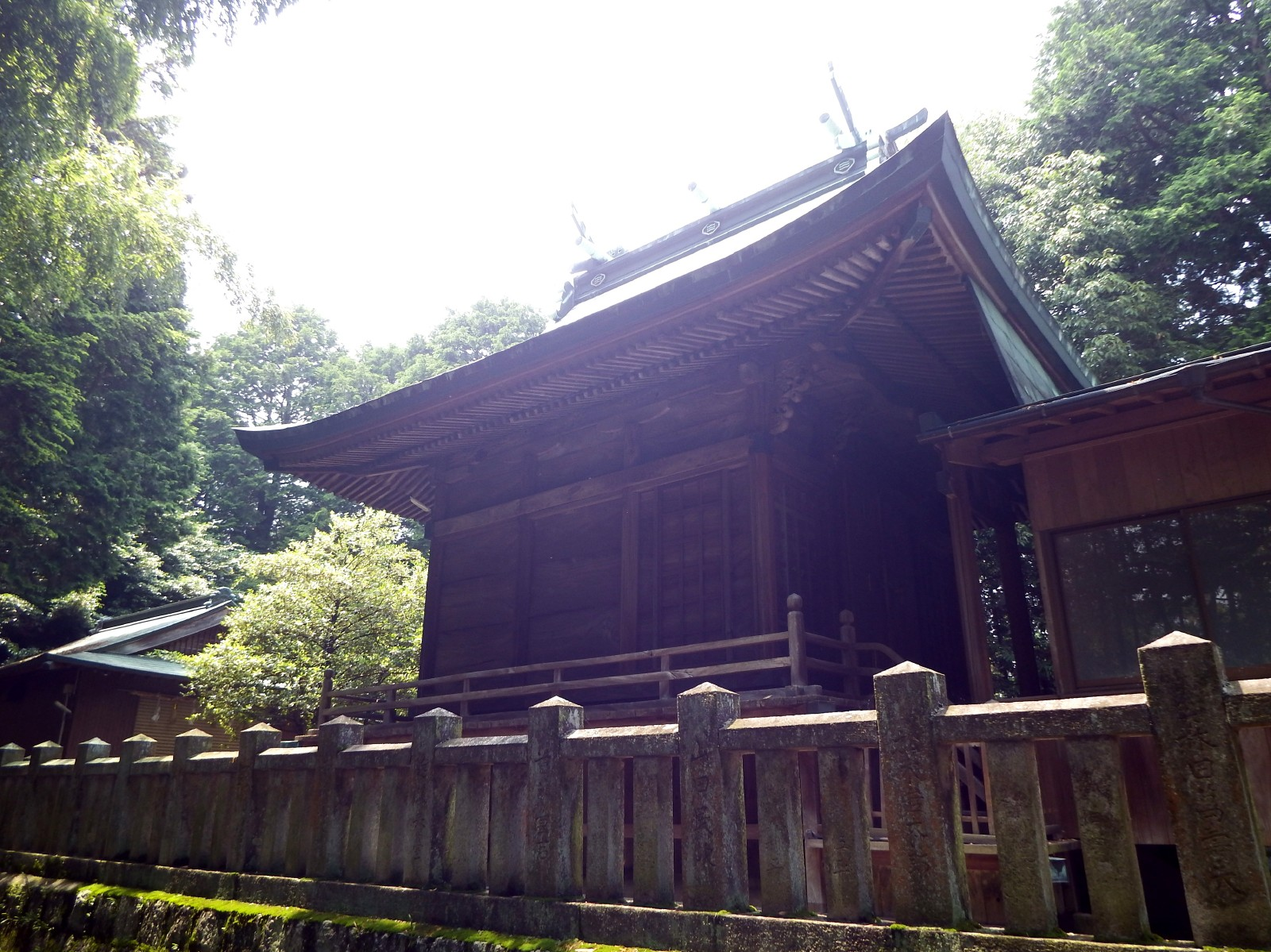
本殿

三嶋神社（みしまじんじゃ）は、愛媛県西条市小松町にある神社である。

## 歴史
元明天皇の和銅5年（712年）勅命により国司河野伊代守越智宿禰玉興、玉澄が、井出郷の総鎮守として大山祇大神より勧請した古社である。あるいは、聖武天皇の天平年中河野益雄の勧請とも伝えられる。後に、井河神を開発の守護神として合祀し、その後、寛永15年（1638年）小松藩主一柳直頼（ひとつやなぎなおより）が本殿を再建した。嘉永7年（1854年）8代藩主一柳頼紹（よりつぐ）のとき、中山川の氾濫から避けるため、現在地の約1km北から、今ある標高25.5mの舟山に遷宮され、頂上に祀られていた船山八幡宮を本社に合祀した。なお、この遷宮が嘉永7年（1754年）という説もある。明治5年村社となり、明治28年郷社に列格した。

## 祭神
主祭神
- 大山祇大神　高龗大神　雷大神

配神
- 十六王子神　誉田別大神　井河神　軻遇突智神　小松藩主歴代祖神

## 祭事
- 4月10日 - 春季例祭
- 7月20日 - 夏越祭（おなごせさん）
- 10月16日17日 - 例大祭

## 境内摂末社

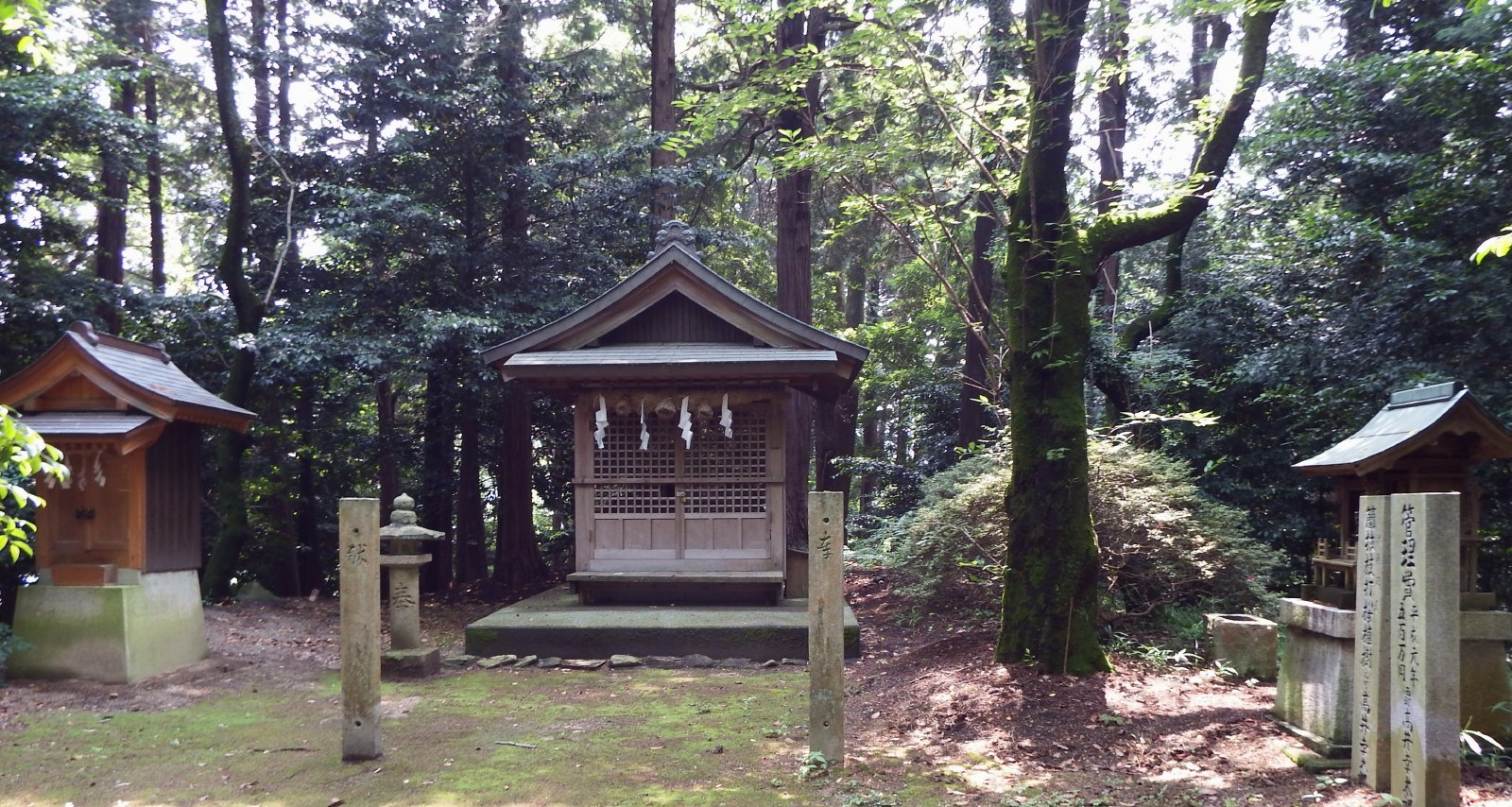
花陵霊社

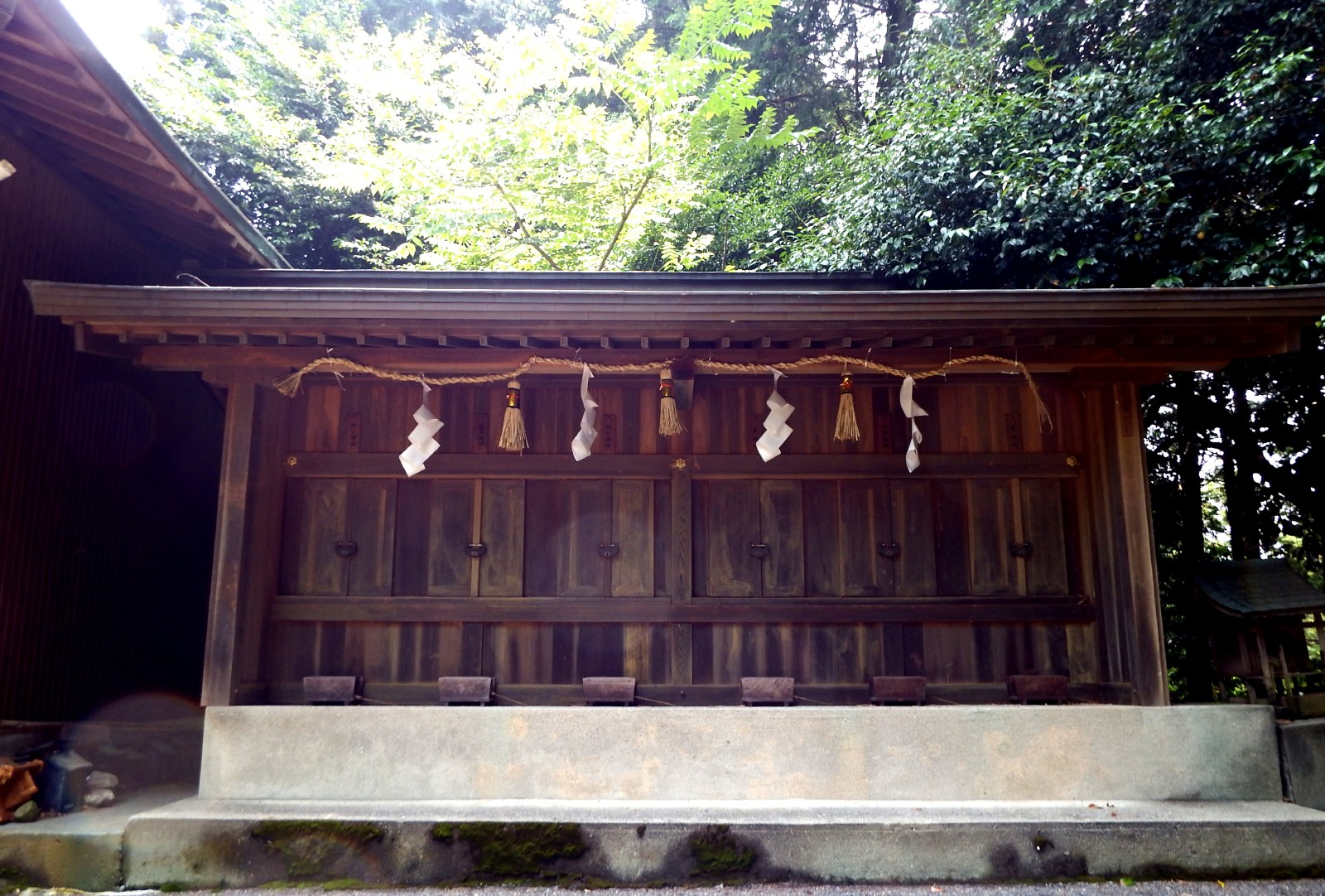
総合末社

- 花陵神社 - 江戸中期の遷宮の際に船山にあった古墳を発掘し出土した石棺の人骨や副葬品を奉斎し、その霊を神として祀る神社である。発掘物の一部は帝宝博物館に保管された。
- 総合末社（八坂神社・倉末神社・美神社・興玉神社・蛇之神社・荒神社）、その他小さい祠が多数あり。

## 文化財
愛媛県指定史跡
- 船山古墳群　昭和37年11月1日指定

西条市指定有形文化財

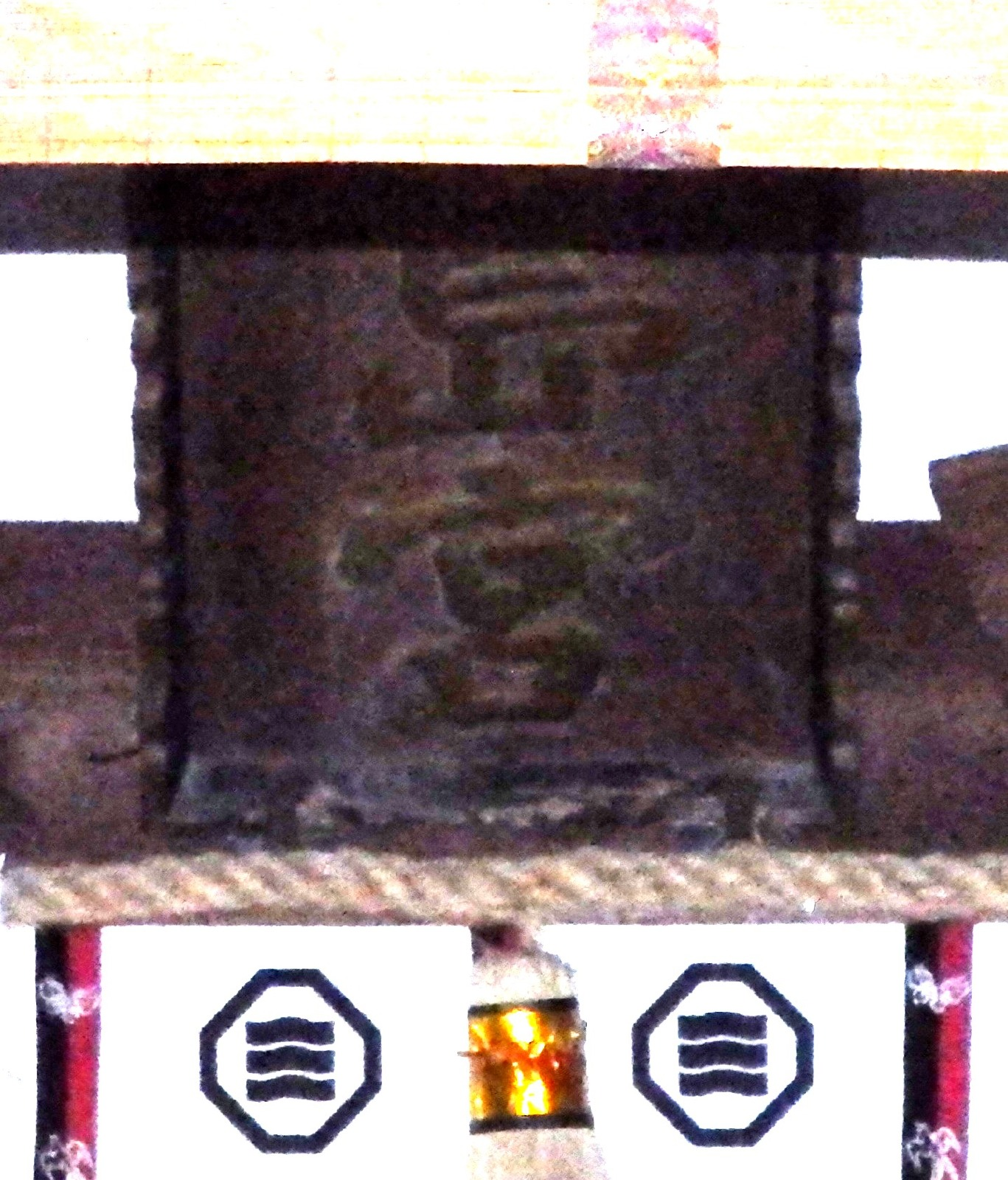
三島宮の扁額

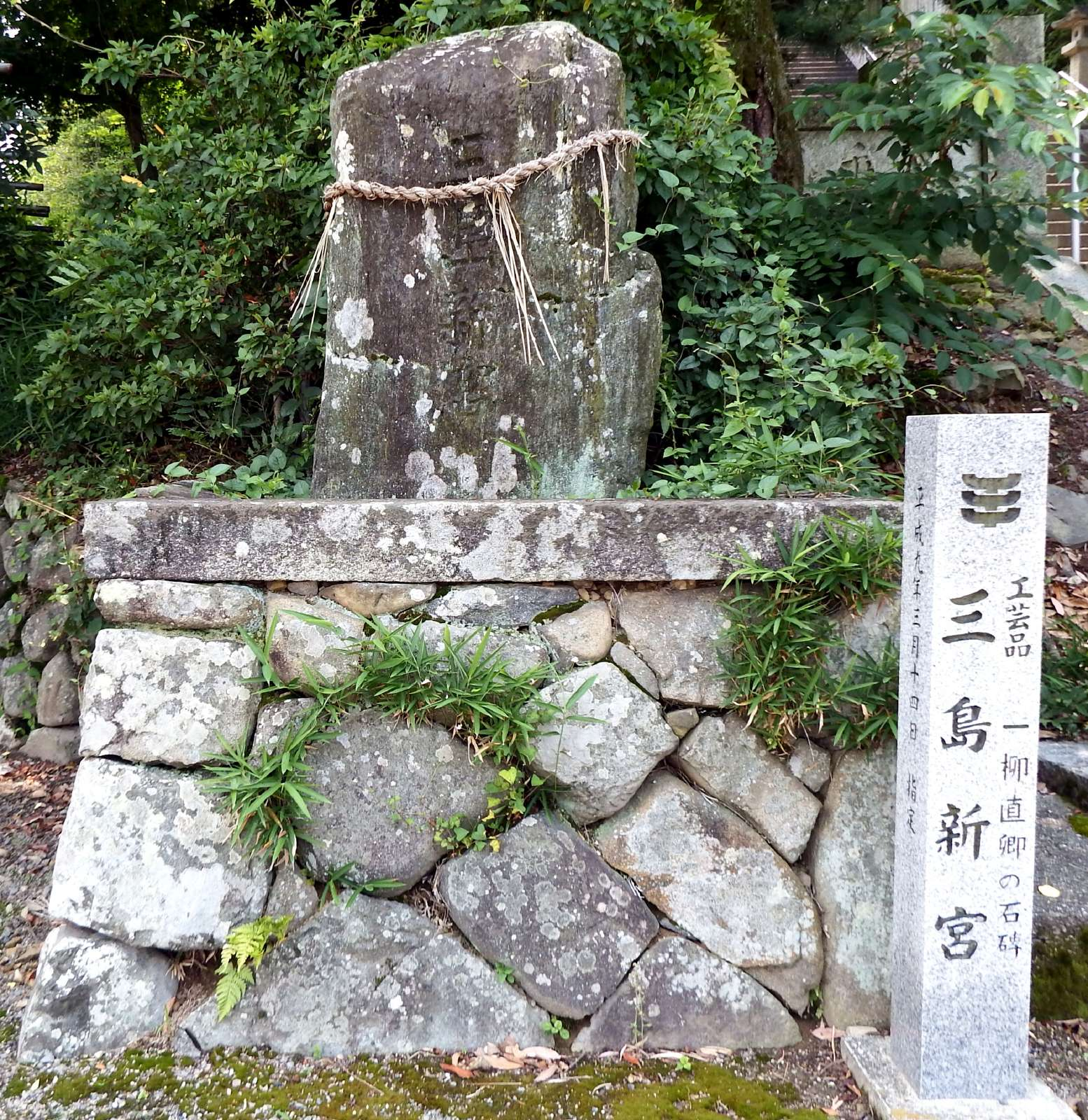
三島新宮の石碑

- 一柳直卿（なおあきら）の扁額「三島宮」平成9年3月14日指定
- 一柳直卿の石碑「三島新宮」平成9年3月14日指定

## 交通案内
鉄道
- ＪＲ予讃線 伊予小松駅から徒歩約15分。

自動車
- 国道11号線と国道196号線交差点にあり。
- 駐車場：東側に数台の駐車場があり、一の鳥居内は行事の無い時に駐車スペースとなり無料である。